# Classement des pays selon leur PIB

Pourcentage du PIB mondial (pays avec données disponibles) pour les 10 pays ayant le PIB le plus élevé en 2010, de 1980 à 2010, avec des estimations du FMI jusqu'en 2016. Les pays marqués avec un astérisque ne font pas partie du G8. Les lignes grises montrent les valeurs en dollars US actuels.

Ce classement des pays selon leur PIB montre comment l'appartenance et le rang des dix plus grandes économies du monde ont changé. Tandis que les États-Unis ont eu la plus grande économie de façon conséquente depuis le début du vingtième siècle, et avec un écart qui s'est globalement agrandi puis rétréci dans le temps, dans les cinquante dernières années le monde a vu de rapides montées et descentes par rapport aux économies des autres pays.